# Флаг Чукотского района
Флаг муниципального образования Чуко́тский муниципальный район Чукотского автономного округа Российской Федерации — опознавательно-правовой знак, составленный и употребляемый в соответствии с вексиллологическими (флаговедческими) правилами и являющийся официальным символом Чукотского муниципального района, символизирующим его достоинство и административное значение, единство территории и населения Чукотского муниципального района, историческую преемственность, а также права органов местного самоуправления Чукотского муниципального района.
Ныне действующий флаг утверждён 7 сентября 2012 года и 16 октября 2012 года внесён в Государственный геральдический регистр Российской Федерации с присвоением регистрационного номера 7981.

## Описание
«Прямоугольное двухстороннее полотнище голубого цвета с отношением ширины к длине 2:3. Горизонтальная волнистая линия делит полотнище на две равные части. В верхней половине — появляющееся из деления жёлтое солнце с расширяющимися лучами, в нижней половине — плывущая на белой волне жёлтая лодка с пятью гребцами и гарпунщиком на носу».

## Обоснование символики
Восходящее солнце символизирует географическое расположение Чукотского муниципального района на побережье Берингова пролива, на крайнем востоке страны, встречающего солнце нового дня одним из первых. Солнце — символ тепла, света, жизни.
Лодка с гребцами и гарпунщиком на носу — символ одного из традиционных для жителей Чукотского муниципального района промысла, связанного с добычей крупных морских животных: китов, тюленей и моржей. В районе созданы общины коренных малочисленных народов Чукотки, основу деятельности которых составляет морской зверобойный промысел. Шестеро людей, сидящих в одной лодке — аллегория шести муниципальных образований (сельских поселений) составляющих единый район.
Голубой цвет полотнища и белая волна символизируют Берингов пролив. Голубой цвет (лазурь) также символ возвышенных устремлений, искренности, преданности, возрождения.
Жёлтый цвет (золото) — символ урожая, богатства, стабильности, уважения.
Белый цвет (серебро) — символ чистоты, совершенства мира и взаимопонимания; цвет северных просторов Чукотского муниципального района.

## История
Первый флаг Чукотского муниципального района был утверждён 25 января 2010 года решением Совета депутатов муниципального образования Чукотский муниципальный район № 126 и подлежит внесению в Государственный геральдический регистр Российской Федерации. Данное решение было направлено в Геральдический совет при Президенте Российской Федерации для регистрации в Государственном геральдическом регистре Российской Федерации.
Геральдический совет не одобрил утверждённую символику и 6 мая 2011, решением Совета депутатов муниципального образования Чукотский муниципальный район № 220, предыдущее решение было признано утратившим силу. Этим же решением, Управлению социальной политики Администрации муниципального образования Чукотский муниципальный район, было поручено организовать проведение конкурса проектов официальной символики — герба, флага и вымпела муниципального образования Чукотский муниципальный район.
13 мая 2011 года, приказом Управления социальной политики Администрации муниципального образования Чукотский муниципальный район № 97, в период с 15 мая по 15 июля 2011 года, был объявлен конкурс на лучший эскиз официальной символики муниципального образования Чукотский муниципальный район. Проект, признанный лучшим, должен был направится конкурсной комиссией в Совет депутатов Чукотского муниципального района для утверждения не позднее 1 августа 2011 года.
В итоге, решением Совета депутатов муниципального образования Чукотский муниципальный район от 7 сентября 2012 года № 16, был утверждён флаг доработанный Союзом геральдистов России.

## Предыдущий флаг

### Описание
«Флаг Чукотского муниципального района представляет собой полотнище, ширина и длина которого соотносятся как 2:3. Флаг белого цвета имеет вдоль нижнего и верхнего края голубую полосу высотой в 0,08 метра, в центре изображена главная фигура из герба Чукотского муниципального района: обернувшийся вправо морж с белыми клыками. Размеры изображения моржа: высота 0,44 метра, ширина 0,55 метра. Расстояние от крайнего правого клыка до кромки флага составляет 0,85 метра. Справа вдоль бокового края флага изображена широкая синяя полоса с шестью бордовыми треугольниками, окантованными белыми полосами — традиционный Чукотский орнамент.
Шесть треугольников — шесть посёлков Чукотского муниципального района. Ширина полосы составляет 0,22 метра, ширина бордовых треугольников 0,18 метра.
Оборотная сторона флага Чукотского муниципального района является зеркальным отображением его лицевой стороны».

### Обоснование символики
Морж является одним из традиционных символов населения Чукотского муниципального района и выражает потенциальную силу и мощь.
Шесть бордовых треугольников символизируют шесть населённых пунктов Чукотского муниципального района.
Белый цвет полотнища символизирует девственную чистоту природы Чукотского района.
Синий цвет полотнища символизирует красоту, мягкость и величие чукотского народа.